# Juan José Buscalia
Juan José Buscalia (Buenos Aires, Argentina; 24 de abril de 1972), también conocido como Juanjo Buscalia, es un periodista deportivo argentino y bostero, reconocido por ser conductor de los sorteos de la CONMEBOL y que actualmente forma parte de DirecTV Sports. y hace parte de la cadena radial Colombiana Blu Radio.

## Carrera

### Inicios
Buscalia estudió comunicación social en la Universidad del Salvador. Inició su carrera en Canal 4 de Castelar en Buenos Aires, inicialmente sin remuneración. Posteriormente trabajó en radio en la emisora Zona Oeste, donde ofició como corresponsal en partidos de las divisiones de ascenso del fútbol argentino.

### Reconocimiento
En 1996 se vinculó con la productora Torneos en la cual trabajo en Fox Sports desde ese entonces hasta 2020. En esta señal deportiva se ha desempeñado en el canal como presentador de noticias, comentarista deportivo y corresponsal en importantes eventos deportivos como el Mundial de Fútbol, la Copa Libertadores, la Copa Sudamericana, la Champions League, el Mundial de Clubes, los Juegos Olímpicos y la Primera División Argentina, entre otros y ha participado en espacios como Fox Sports Noticias, Central Fox, La llave del gol y La última palabra. En 2021 se sumo a DIRECTV Sports tras el cese de operaciones de Torneos en FOX y pasando a formar parte del equipo periodístico de la Copa América 2021 para la señal deportiva de la cableoperadora donde anteriormente había participado en la Copa Mundial de Fútbol de 2010. Paralelo a su trabajo con DirecTV, Buscalia está vinculado profesionalmente con la estación radial colombiana Blu Radio.